# Річія волосистоплода
Річія волосистоплода (Riccia trichocarpa) — вид печіночників родини річієвих (Ricciaceae).

## Поширення
Зареєстрований у Європі, Африці, Північній Америці.